# Сагандукова, Елена Михайловна
Еле́на Миха́йловна Саганду́кова (4.07.1924 — 6.10.1984) — врач, депутат Верховного Совета СССР V созыва.
Родилась на р. Васюган в селе Наунак Ларьятского сельсовета (бывш. инородческой волости) Каргасокского района Сибирского края (ныне Томская область) в семье рыбака и охотника. Из народа южных селькупов.
В 1940—1942 годах училась в Ханты-Мансийской фельдшерско-акушерской школе, по окончании которой работала фельдшером в национальных поселках Октябрьского района.
С 1945 по 1950 г. проходила обучение в Омском медицинском институте.
В 1950—1953 врач окружной больницы. В1953-1963 и с 1969—1971 гг. была заведующая окружным отделом здравоохранения. С 1963 по 1965 г. заместитель председателя окружного исполкома. С 1965 главный врач окружного детского противотуберкулезного санатория.
Депутат Верховного Совета СССР V созыва (1958—1962).
Заслуженный врач РСФСР (1980). Награждена орденом «Знак Почёта», медалями «За доблестный труд в Великой Отечественной войне 1941—1945 гг.»; «30 лет Победы в Великой Отечественной войне»; «За доблестный труд. В ознаменование 100-летия со дня рождения В. И. Ленина»; отраслевым значком «Отличник здравоохранения»; отмечена званием «Ветеран труда».
В 2000 году окружному детскому противотуберкулезному санаторию в Ханты-Мансийске присвоено имя Сагандуковой.